# 腓特烈三世 (丹麦)
弗雷德里克三世（丹麥語：Frederik 3.，1609年3月18日—1670年2月9日）是丹麥及挪威國王，在丹麥實行君主專制。他在位期間與瑞典交戰失利，被迫簽訂《羅斯基勒條約》，把丹麥的斯科訥、布萊金厄、哈蘭和博恩霍爾姆，和挪威的特倫德拉格和布胡斯割讓給瑞典。其後瑞典國王卡爾十世·古斯塔夫再度進攻，圍攻哥本哈根，弗雷德里克三世拒絕投降，反而贏得高漲的民意支持度，戰事終因荷蘭的協助，在厄勒海峽擊退瑞典，並在《哥本哈根條約》中取回博恩霍爾姆和特倫德拉格。1660年弗雷德里克利用自己的高民氣，壓倒貴族而實施了君主專制，使丹麥仿效法國之中央集權，趕上民族國家的潮流。

## 生平

### 早年

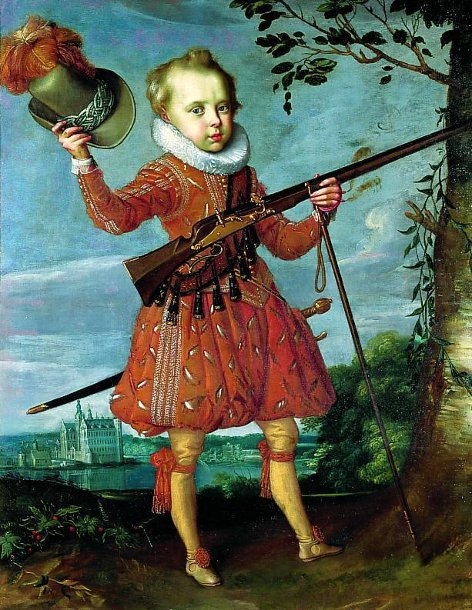
年幼的弗雷德里克公爵

弗雷德里克生於1609年，是國王克里斯蒂安四世的第二個兒子，被封為公爵。因為弗雷德里克的大哥克里斯蒂安被安排為太子，1634年他被父親授予天主教不萊梅教區主教的職位，等於是年輕開始就擁有了豐富的管理經驗。他為人機警，頗有政治手腕，1643年他和布倫威克家系（18世紀初合併成英國的漢諾威王室）不倫瑞克-呂訥堡的蘇菲亞公主結婚，有一群德意志顧問為智囊。

### 統治與戰爭

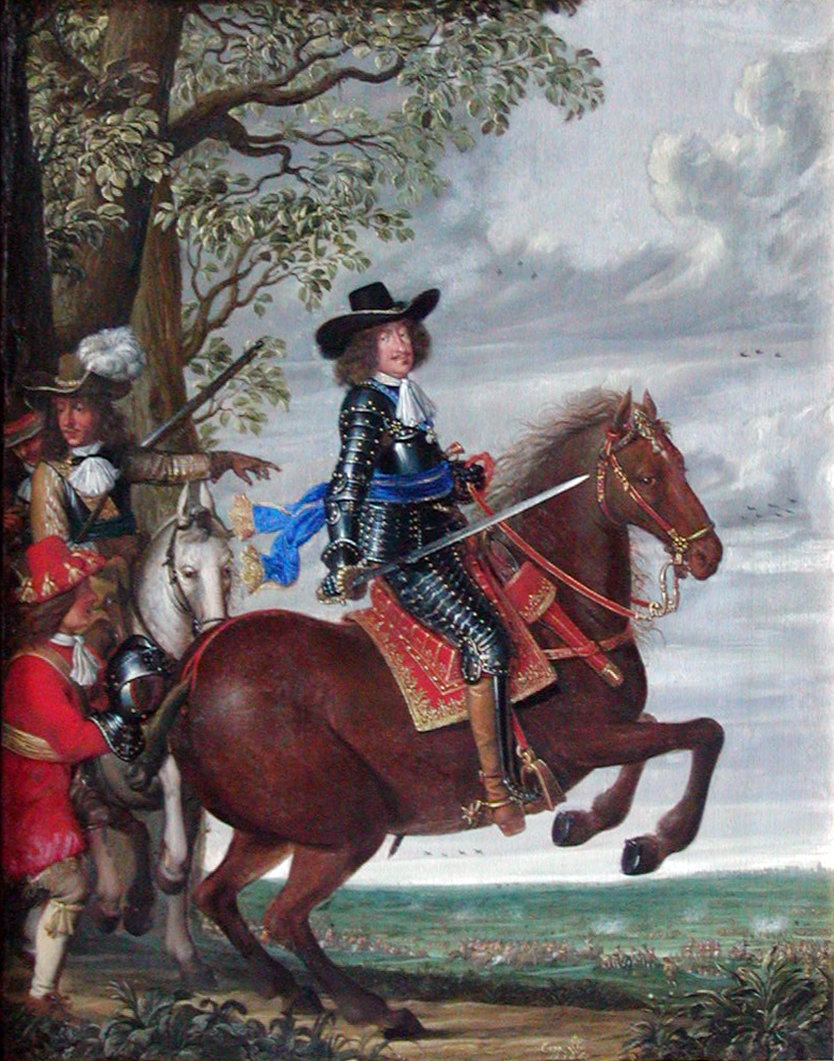
騎在馬背上的弗雷德里克三世

1647年6月弗雷德里克的大哥比重病的父親要早死幾個月（1648年2月克里斯蒂安四世病死），經過貴族參政會冗長的爭論以後，終於在1648年7月被確定為丹麥國王。同年11月他正式登基，但被迫向貴族妥協，削弱王室的權力。
即位之後為擴大王權，弗雷德里克在1651年舉發參政會中的貴族重臣──妹夫烏爾菲（克里斯蒂安四世之女婿）的貪瀆行為，因此排除了參政會中的反對勢力。之後他迫令各地貴族諸侯復尊王室，依法納稅。面對1648年三十年戰爭結束後的殘破，他頗能整頓農業、促進貿易，使經濟得以復甦；並得以逐步兴建軍港，加強海軍。

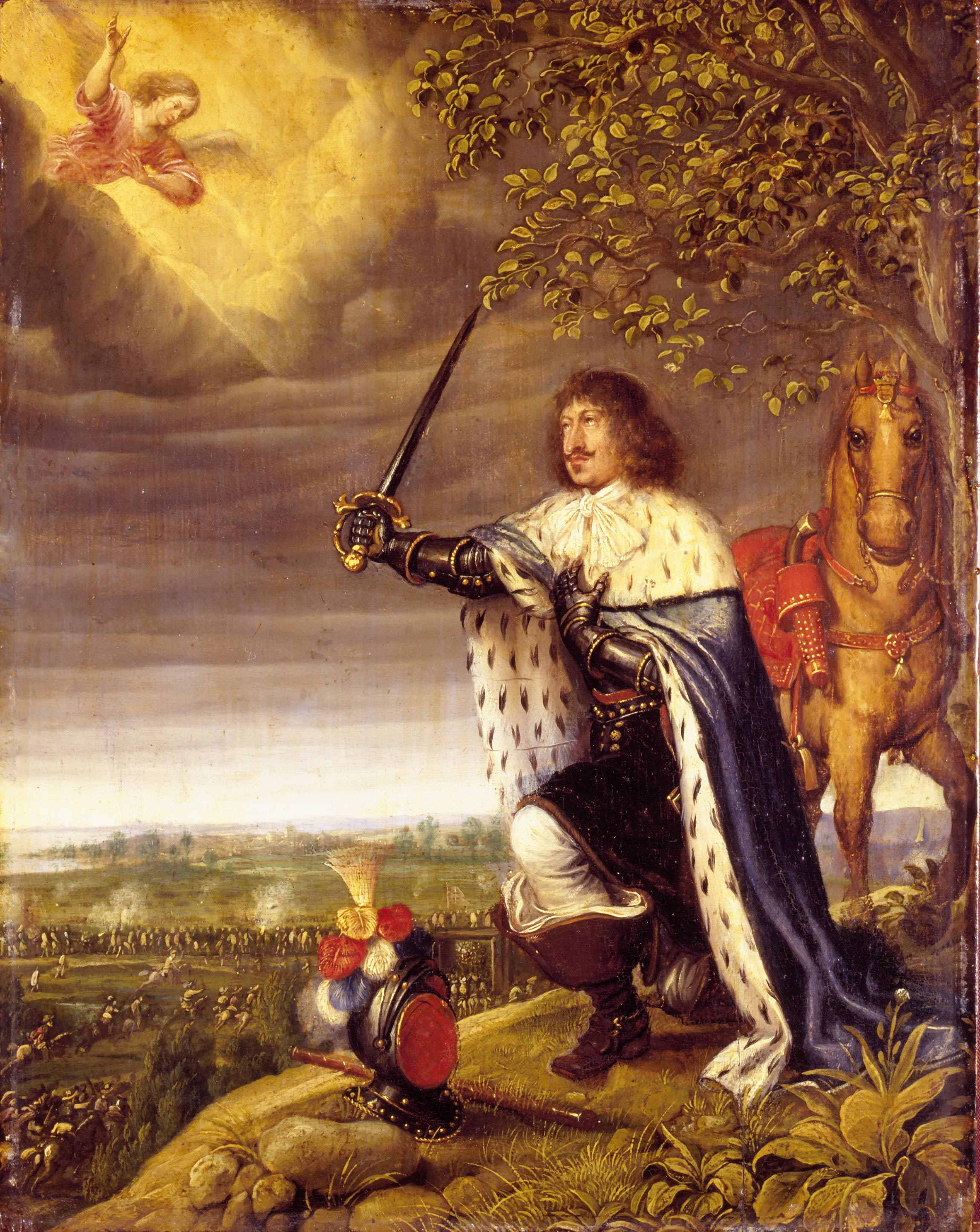
1659年弗雷德里克親自指揮對瑞典尼堡戰役的想像圖畫

1654年首都哥本哈根發生瘟疫，雖經名醫烏姆發明新藥、領導救治而減輕許多災情，但仍病死八千多人、人口驟減。同年登基的瑞典國王卡爾十世卻又發動侵略波蘭的戰爭，雖被各方聯軍擊退，但於撤退途中轉攻丹麥，利用1657年冬季酷寒、冰封松德海峽的百年時機，於1658年1月以一萬兩千騎兵在冰上進攻而奇襲哥本哈根。當時城內只有六千士兵和三萬市民，被圍後缺糧缺水，危急萬分，弗雷德里克的謀士都建議他逃離哥本哈根，但他斥責逃跑的意見並說出流傳後世的名言：「我只會死在我的家園」，之後他一力帶起全城的防禦工作，替他贏得巨大的民意支持度。很幸運地，荷蘭艦隊及時趕來救援丹麥，2月11日守城軍發動反擊，經過徹夜激烈的血戰，擊退了攻城的瑞典軍。剛好各地勤王的丹麥軍也通過了首都門戶的阿邁厄島來到哥本哈根，挪威的軍隊更奮勇奪回了瑞典軍所侵佔的領土，包括當地首府特隆赫姆。於是卡爾十世只好在1659年撤兵回瑞典，並於隔年（1660年）病逝。

### 君主專制

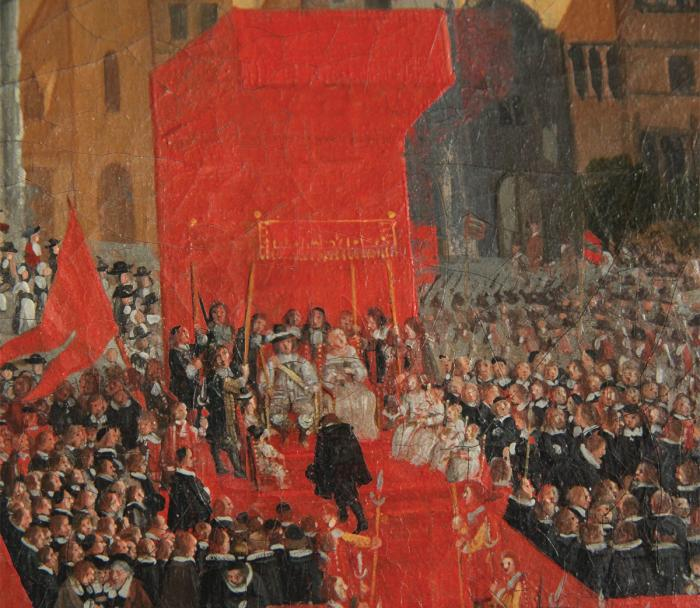
1660年10月向國王表示屈服與效忠的貴族領主們

強敵雖退，議和之時，盟軍的荷蘭、英國為確保松德海峽的自由通航，採取「分而治之」的策略，仍把海峽東岸的土地畫給了瑞典，使丹麥喪失了全部領土的三分之一，而勉力保留下來的土地又因戰亂而荒蕪，各地貴族和領主們又主張抗稅免捐。困難之中，弗雷德里克在多數民意的支持下，利用1660年參政會在首都邀請全國領主及貴族舉行國是會議的機會，關閉城門、宣布戒嚴。這些形同被軟禁的王公貴族在重兵包圍之下，只好宣示效忠，讓國王獲得君主專制的權力，廢除了以前的選舉君主制，確立丹麥為世襲君主制。從此丹麥得以仿效法國，採取中央集權的政制，趕上歐洲民族國家的潮流。
弗雷德里克於1660年實行的新政力圖富國強兵，不但命令各地稅收上交中央，還授權中央派至地方的流動「郡守」能夠直接管理地方行政事務。官員資格也不再受限於本國貴族，國王可自由地選賢與能，讓有才幹的中產市民階級擔任高官重臣，於是平民、教士甚至外國人都可選用；1665年通過的新憲法，也確立國王君權神授的權力。1665年他在第二次英荷戰爭中幫助荷蘭，保護了逃至卑爾根避難的荷蘭珍寶船（船上的貨物比丹麥一年稅收要多），並協助擊退了英國海軍。1670年弗雷德里克駕崩時，王位立刻由24歲的長子克里斯蒂安五世繼承，不再需要貴族參政會的同意。